# 迈克尔·里德 (摄影师)
麥可·里德（英語：Michael Reed，1929年7月7日—2022年12月15日）是一位英國攝影師，他曾在20世紀60年代和70年代的幾部電影參與拍攝工作，包括《德古拉：黑暗王子》和《Shout at the Devil》。里德早期參與電視劇與B級片的拍攝工作，1969年他轉為参与規模大的電影製作——007電影《女王密使》。